# E-Legislativa
e-Legislativa je platforma pro tvorbu, projednávání a vyhlašování českých právních předpisů. Ministerstvo vnitra ji spouští postupně od roku 2024 s plánovaným plným nasazeným od 15. ledna 2026. V rámci projektu eSeL ji ministerstvo vytvořilo spolu s elektronickou sbírkou zákonů e-Sbírka, která nahradila listinnou sbírku zákonů a mezinárodních smluv a zpřístupňuje úplná znění právních aktů, a to včetně těch už neplatných. Oba projekty jsou součástí digitální transformace právního řádu České republiky a vyšly stát na 760 milionů korun. Evropská unie na projekt e-Legislativy přispěla téměř 400 miliony korun.
Cílem projektu je zvýšit dostupnost, přehlednost a srozumitelnost současného českého práva. e-Legislativa zahrnuje moderní nástroje pro tvorbu právních předpisů a zefektivnění jejich vzniku i upravování, například během meziresortního připomínkového řízení či při vytváření pozměňovacích návrhů pro projednávání zákonů v Parlamentu ČR.
Projekt by měl pokrývat celý legislativní proces od počátku až po podpis prezidenta. e-Legislativa je primárně online platforma, která bude pro uživatele z řad státních institucí přístupná jak prostřednictvím internetového prohlížeče, tak nabídne samostatný offline editor. Veřejnosti pak poskytne informace o stavu legislativního procesu konkrétního návrhu kdykoliv v průběhu jeho projednávání, ve finální fází by měla umožnit zapojit se do legislativního procesu i občanům.
Základním kamenem platformy e-Legislativa je editor právních aktů, který využívá tzv. fragmentální model. Změny zákonů se vepisují přímo do úplného znění právního dokumentu, podobně jako v systému revizí v textovém editoru MS Word, a na jejich základě se automaticky generují například novelizační body či návrhy připomínek. V každé fázi legislativního procesu by tak mělo být možné zobrazit si návrhy ve strukturované a přehledné podobě. 
Vedle toho v rámci e-Legislativy bude existovat veřejný portál, který zpřístupní veřejné verze připravovaných návrhů a umožní přihlášení se k notifikacím o změnách návrhů, které uživatele zajímají.
e-Legislativa nenahrazuje dosavadní existující projekty pro práci s právními akty jako jsou knihovna eKLEP či systém ODoK, ale bude s nimi propojená.
Projekt se oproti původním plánům zdržel, v ostrém provozu měl být už od ledna 2025, ministerstvo ale termíny harmonogramu upravilo.

## Harmonogram
| Termín      | Oblast                                                                 |
| ----------- | ---------------------------------------------------------------------- |
| 1. 7. 2024  | akty mezinárodního práva a jiné právní akty                            |
| 15. 1. 2025 | nařízení vlády a vyhlášky                                              |
| 15. 1. 2026 | zákony, ústavní zákony, zákoná opatření Senátu, nálezy Ústavního soudu |